# Phyllocoptes metrosideri
Phyllocoptes metrosideri är en spindeldjursart som beskrevs av David C.M. Manson 1989. Phyllocoptes metrosideri ingår i släktet Phyllocoptes och familjen Eriophyidae. Inga underarter finns listade i Catalogue of Life.